# Zab Inferior

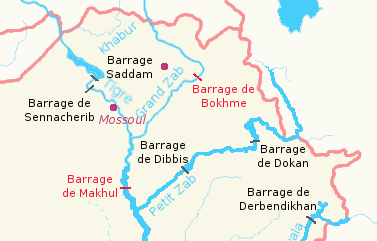
El riu i les preses

El Zab Inferior o Petit Zab (àrab: الزاب الصغير, az-Zāb aṣ-Ṣaḡīr o الزاب الاسفل; kurd: Zêyê Biçûk, kurd: Zêyê Koyê o kurd: Zaba Biçûk; persa: زاب کوچک, Zâb-e Kuchak; siríac: ܙܒܐ ܬܚܬܝܐ, Zawa Takhtaya; grec antic: Καπρος, Kapros; llatí: Caprus) és un riu de l'Iran i l'Iraq, que neix al primer d'aquests dos estats i desaigua al Tigris en territori iraquià.
Té 400 km i una conca de 22 000 km². Porta la màxima aigua a la primavera i la mínima a l'estiu. S'hi han construït dues preses que produeixen electricitat i serveixen per al reg; la primera la de Dukan, feta entre 1957 i 1961 prop de la població d'aquest nom a Iraq i que regula el cabal del riu emmagatzemant l'excedent al pantà o llac de Dukan (alguns jaciments arqueològics van quedar submergits, si bé abans es va iniciar una operació de salvament que va salvar una part de les restes, especialment a Tell Shemshara); la segona presa és la de Dibis a 130 kilòmetres de la confluència amb el Tigris, construïda entre 1960 i 1965 i rega la regió de Kirkuk.
Fou el clàssic Caprus (grec Kapros). No s'ha de confondre amb el Gran Zab (Zab Superior), el clàssic Lycus (Lycos), ni aquest darrer amb el Licos (Lycus/Lycos) de l'Àsia Menor.